# 羅蘭·德斯欽
羅蘭·德斯欽（Roland Deschain）是斯蒂芬·金所寫的奇幻小說《黑塔》的主角，他登場於《黑塔I 最後的槍客》，是一名來自基列地的槍客。史蒂芬·德斯欽和嘉珀麗之子。為白界丁主亞瑟·艾爾德的後裔。這個角色的靈感來自於羅勃特·白朗寧的《公子羅蘭來尋黑塔》。

## 年輕時期
羅蘭從小就接受訓練，成為一名見習槍客，而且還是非常出色的一個。訓練他的老師寇特曾說過羅蘭是『二十年來首見的奇葩』。在《最後的槍客》中，他十四歲時，羅蘭父親的參事馬登·寬斗篷（真實身份是『大善人』法爾森的首席魔法師華特·歐汀）決定在他茁壯成一個可怕的敵人前剷除掉他，於是馬登故意讓羅蘭發現自己和他母親嘉珀麗有染，羅蘭受到羞辱，也完全像馬登推測的一樣，他提早找寇特接受槍客試鍊，但馬登沒預料到的是，羅蘭並未在試煉中失敗而被流放西方。羅蘭利用自己的老鷹大衛打敗了寇特。成為有史以來最年輕的槍客。
不久之後，羅蘭的父親史蒂芬擔心『大善人』會派其他人來對付羅蘭，好完成馬登失敗的任務。於是他父親決定以任務之名派遣羅蘭和他的兩個共業夥伴卡斯博·艾爾古德和艾倫·強斯，到梅吉斯領地的漢伯利去避難。

## 梅吉斯
在《巫師與水晶球》中，羅蘭化名為威爾·狄爾勃和他的共業夥伴到達梅吉斯後，佯裝成聯盟派來的使者清點物資。而羅蘭則意外認識了他的初戀蘇珊·戴嘉多，一個被許配給漢伯利鎮長的年輕女孩，並和她秘密地展開一場戀情。另一方面，羅蘭在進行清點時，於西特郭意外發現一座老舊但仍秘密運作的油田，法爾森的石油來源之一。
但羅蘭與他的共業夥伴先後惹上了棺材獵人和女巫莉亞，讓法爾森和華特相信他們三個是棘手的問題，於是他們派遣棺材獵人暗殺漢伯利的鎮長和秘書，再嫁禍給羅蘭和他的共業。三人被關在警長辦公室的牢房，不久後，蘇珊持槍救了他們。羅蘭一行人脫逃後，立刻前往西特郭油田，用鞭炮炸毀全部的鑽油塔。後來，又因為羅蘭殺死了棺材獵人艾爾卓·瓊那斯，而奪得當初法爾森讓女巫莉亞保管的粉紅水晶球，十三顆被稱為『梅林的彩虹』的水晶球中的其中一顆。羅蘭在拿到粉紅水晶球的瞬間，就立刻沉浸在其中，他在裡面看到了他的未來，也看到了黑塔的存在。從此以後，黑塔就成了羅蘭唯一的執著。而在莉亞的煽動下，鎮民們燒死了蘇珊·戴嘉多。

## 返回基列地
在《黑塔漫畫系列：背叛》中，悲傷的羅蘭和他的共業回到基列地後，神志持續在水晶球中遊蕩。直到精神恍惚的他差點殺死了來探望的卡斯博，才了解事情的嚴重性。於是卡斯博和艾倫在宴會前一晚陪同羅蘭去找他父親史蒂芬，並讓他把粉紅水晶球交給他父親。
羅蘭這段時間在水晶球中看到的更多，包括到黑塔的路、基列地的淪陷和一個可怕的陰謀，法爾森派人帶一把淬毒的短刀到基列地，交給一個刺客，羅蘭也看到了誰是那個刺客，他的母親嘉珀麗。
宴會結束後，羅蘭帶著他父親交付給他的檀木柄雙槍進入他母親的房間，並在床上意外地發現粉紅水晶球，羅蘭在水晶球反射出來的映象中，把身後那正走過來的母親誤認為持武器的女巫莉亞。然後他立刻轉身開槍，殺死了他母親嘉珀麗·德斯欽。

## 基列地的淪陷
許久之後（此段落在《卡拉之狼》中被提到），槍客們聚集在耶利哥丘（又譯傑瑞柯山），準備對『大善人』的軍隊做最後的抵抗。羅蘭的共業們在此役中相繼死去。潔米被葛瑞森的兒子狙擊身亡。於半夜帶消息回來的艾倫則被誤認為刺客，死於羅蘭和卡斯博槍下。而卡斯博在混戰中遭多槍擊中死亡。其餘的槍客們全死了，但只有羅蘭躲在其他人的屍體下，並趁夜晚離開，就在敵人燒掉那些屍體之前。除了共業夥伴，羅蘭在此役還失去了他交由卡斯博吹響的艾爾德的號角，這稍後將在結尾處成為一個重要的象徵。

## 追捕黑衣人
在《最後的槍客》中，獨自追尋黑塔將近二十年的羅蘭在荒漠得知黑衣人華特就在附近，他認為華特知道一些有關黑塔的事，所以開始追蹤他。在追尋的過程中，他遇到許多不同的人，穿越無數個小鎮。有一次羅蘭因脫水而昏倒在一個驛站中，驛站中一位來自1977年紐約的男孩傑克·錢伯斯給他水喝，救活了羅蘭。羅蘭很好奇傑克從哪裡來，但他記得的不多。於是羅蘭用子彈催眠傑克，讓半睡半醒的傑克道出他的過去。傑克說出他的家庭、紐約的日常生活和他死亡的過程。一個男人伸出了手把他推倒在馬路上，然後傑克被一輛凱迪拉克輾死。羅蘭深信那個男人就是黑衣人。
隨後傑克便和羅蘭繼續前進。離開荒漠後，他們到達一座山脈。羅蘭在那裡遇見一名神諭，一種古老的惡魔。她幫他算出他的未來。羅蘭的命運之數是三，且在不久的將來會遇到囚犯、陰影之女和死神（但不是找羅蘭的）。隔天，他們繼續上路。不久後便抵達了山脈中的洞穴。
當他們即將抵達洞穴的出口時，華特突然出現在出口。這時傑克底下的鐵軌逐漸崩塌，傑克即將隨著軌道墜落。但羅蘭沒有理會他，跳過他，往黑衣人走向出口。傑克立刻就摔了下去。在羅蘭往後的旅程中，他的犧牲永遠縈繞在羅蘭的心頭上。
黑衣人和羅蘭於髑髏地交談。華特用自製的七張塔羅牌幫他算出了他的未來，分別是倒吊人（象徵羅蘭）、水手（象徵傑克）、囚犯（象徵艾迪·狄恩）、陰影之女（代表歐黛塔·霍姆斯和黛塔·渥克）、死神（代表羅蘭的共業們總是與死亡為伍，或羅蘭本人）、黑塔和生命。談話結束後，黑衣人催眠了羅蘭。羅蘭醒來後，發現自己老了十歲，而黑衣人則成了一具白骨，不過羅蘭懷疑華特是否真的死去。

## 新共業
在《三張預言牌》中，羅蘭抵達了西海海岸。並於海邊睡眠時遭到龍蝦怪的襲擊，槍跟彈藥則大部分被上漲的潮水浸濕而無法使用（羅蘭似乎未曾見過海，所以不知道潮汐的事），情急之下羅蘭只得用石頭攻擊龍蝦怪，並因為傷口發炎而命在旦夕。
這段路上，羅蘭經過了三道門。
第一道門他牽引出囚犯艾迪·狄恩，來自紐約的海洛因毒蟲。
第二道門是陰影夫人，她是一名斷腿的女黑人，有兩個人格，兩個名字。分別是歐黛塔·霍姆斯和黛塔·渥克，前者和善帶點虛假，後者凶惡但充滿槍客的膽識及天份。羅蘭把她們帶到他的世界，結合了兩個人格。成為蘇珊娜·狄恩。
第三道門是推人者杰克·摩特，當羅蘭進闖進他的世界時。他正跟蹤傑克並陰謀著哪天要把傑克推向馬路，讓他死於奔馳而來的車。羅蘭立刻控制了他，並在稍後了解到華特的死神說的就是自己，因為他將帶給摩特死亡。羅蘭在故事結尾處讓摩特自殺死於地鐵軌道上，阻止了之後傑克被殺死並抵達羅蘭世界的命運。

## 追尋與救贖
羅蘭更改了業（傑克的死亡）這個舉動造成了他在《荒原的試煉》一開始時的精神分裂，因為傑克如果沒被摩特殺死，他就不應該出現在荒漠。一部分的他認為傑克是真的，另一部份則認為傑克從來不存在。腦中喋喋不休的兩個聲音讓羅蘭相信他逐漸發瘋，他甚至把他的壇木柄雙槍還有刀子交給艾迪，好防止他自己釀成悲劇。
在他們於通靈圈的門把傑克從紐約的荷蘭丘拉到中世界後，他們成了完整的共業，羅蘭腦中的兩個想法也終於合而為一。

## 業之門
最後一集《業之門》中，羅蘭的共業們中艾迪與傑克及仔仔死去，蘇珊娜則選擇由派崔克·丹維爾所畫出的門前往有艾迪與傑克活著的紐約，在那個世界中他們兩人是兄弟，並且同樣地夢見蘇珊娜的到來。羅蘭最後獨自面對黑塔，並在呼喊了每一個他所背負的人的名子之後進入黑塔。至於羅蘭找到的最後一名同伴派崔克·丹維爾，則在羅蘭要求之下從黑塔前離去，從此不知下落（作者描述他的未來為陰影所蔽）。

## 黑塔
羅蘭到達了黑塔，但他在塔頂房間的發現卻不如他想像的。塔頂的門及業殘酷地手帶他回到荒漠。他必須再次追尋黑塔，但這次他有他的號角（在耶利哥丘之役中，被卡斯博丟在地上，因而失去），而這成為羅蘭可以從自己的地獄中解脫的象徵，即是說他可以不再贖罪，因為他已經被允諾救贖，只要他始終如一的追尋黑塔。而這次追尋將是最後一次，也是真正的追尋（詳見《最後的槍客》中最後一段羅蘭所做的夢）。

## 改編
- 《黑塔》：2017年電影。由伊卓瑞斯·艾巴飾演羅蘭[1]。在此前，曾傳出羅素·克洛有望飾演該角[2]。